# Krasni Yar (Astracán)
Krasni Yar (ruso: Кра́сный Яр; kazajo: Қызылжар, Qyzyljar) es un asentamiento rural y pueblo (seló) de Rusia, capital del raión homónimo en la óblast de Astracán.
En 2021, el territorio del asentamiento tenía una población de 16 966 habitantes, de los cuales 12 254 vivían en el pueblo y el resto en las pedanías de Beli Ilmen, Vorobyovski, Zabuzán, Mayáchnoye, Pervomaiski, Sólnechni y Cheriómuja.
Se ubica a orillas del río Buzán, unos 20 km al noreste de la capital regional Astracán sobre la carretera E40 que lleva a Atyrau.

## Historia
Se ubica en torno a las ruinas de una antigua ciudad de los siglos XIII-XIV de la Horda de Oro, que suele mencionarse en las investigaciones sobre la posible primera ubicación de Sarái Batú. En 1650, el Zarato ruso comenzó a construir aquí una fortaleza, que en 1667 fue atacada por Steñka Razin, lo que llevó a fundar junto a ella una ciudad para defenderla mejor.
La fortaleza fue desmantelada a partir de 1843, cuando se priorizó el uso pesquero de la localidad frente al uso militar; debido a esta pérdida de importancia, parte de los habitantes de Krasni Yar emigraron al Lejano Oriente y fundaron en 1866 el pueblo de "Nikolskoye", la actual Ussuriisk. En 1925, la Unión Soviética retiró a Krasni Yar el estatus de ciudad y pasó a ser una localidad rural. Sin embargo, desde la segunda mitad del siglo XX se está desarrollando notablemente como área periférica de Astracán.